# Чибаовци
Чибаовци е село в Западна България. То се намира в Община Костинброд, Софийска област.

## География
Село Чибаовци се намира в западна Стара планина (Мала планина). Намира се в Община Костинброд, Софийска област. Отстои на 30 км северно от столицата София, на 22 км в същата посока от общинския център град Костинброд и 12 км западно от най-близкия град – Своге. Селото е отдалечено на 8 км западно от главен път №81 за прохода Петрохан и Северозападна България. Чибаовци граничи със селата: Искрец (на север), Свидня (на изток), Царичина и Церецел (на юг – югоизток) и Дръмша (на запад).

## История
Всяка местност в селото има своята история. Имената на местностите в селото: Село, Улицата, Мъртвината, Ширината, Турска бара, Турски чукар, Краище, Топилишка река, Вирове, Костеница, Грамада. Махалите са: Село (първите заселници), Плашеовци, Пльочковци, Краище, Слана Бара, Ребровци, Шалавардинци (заселници, пристигнали облечени с шалвари, Марковци, Зайците, Биковци, Ширината, Вити кръст, Гръцка ливада, Гяволете, Вирове, Църно равнище, Мината. Центърът на селото се намира на разкръскье (кръстопът), където през 1926 г. е изграден паметник в памет на загиналите от Чибаовци и околните села в тази част на Мала Стара планина по време на Сръбско-българската, Балканската и Първата световна война. От „разкръскье“ тръгват пет пътя, които свързват селото с околните по баирите на Мала Планина – на изток Искрец, Свидня, Своге, Церецел, Томсън, Балша, Царичина; на запад (Пазарски път)- през Дръмша към Ломско шосе.

## Религии
Източноправославно християнство.
В селото има църква „Св. св. Кирил и Методий“, построена през 1889 г. в местността „Улицата“. Според предание тя е построена на място, където е съществувала черква преди османската власт. Почитането на повечето православни празници в Чибаовци, а и въобще в този край на страната се изразява в богослужение и даване на курбан на място с каменен кръст, нарочено на светията от стари времена, като се събират много хора. В Чибаовци 18 такива каменни кръста, като всяка фамилия си има свой светия – закрилник, на който е наречен съответен кръст. По време на османската власт, когато строежът на черкви е бил забранен, е имало разрешение да се сложи каменен кръст, като условието било той да бъде поставен до голямо дърво, за да бъде по-незабележим. Пример за такъв кръст е кръстът в махала Плашеовци, поставен до един вековен дъб. От 1863 г. се поддържа традицията, предавана от поколение на всеки 29. юни (Петровден) наследниците на три от старите фамилии в селото да дават курбан. Счита се, че ако ритуалът не се спазва, това ще донесе нещастие в семейството.
Над черквата има кладенче със светена вода, която никога не пресъхва. Тази вода хората са използвали за изцеление.
Иконостасът на храма е дело на дебърски майстори от рода Филипови.

## Културни и природни забележителности
Село Чибаовци се намира в югозападните склонове на Стара планина. Най-високият връх край селото се нарича „Бракьов камик“. Има множество гори, в които високи скали примамват туристите.
В Чибаовци има културен дом с театрален салон.

## Кухня
В миналото селяните приготвяли ястие от изсъхнал царевичен хляб (мурусница) и свинско месо с дреболии (покрекло) наречено „увъртено“. За закуска на децата се забърквал топъл качамак.

## Поминък
В недалечното минало повечето местни мъже работят в единствената в България мина за антрацитни въглища. Има множество минни галерии в околните на селото хълмове.